# 5 (レニー・クラヴィッツのアルバム)
| 専門評論家によるレビュー | 専門評論家によるレビュー |
| レビュー・スコア         | レビュー・スコア         |
| 出典                     | 評価                     |
| ------------------------ | ------------------------ |
| Allmusic                 | link                     |
| Rolling Stone            | link                     |

『5』（ファイブ）は、アメリカの歌手、レニー・クラヴィッツがリリースした、5枚目のアルバムである。

## 概要
タイトル通り、5枚目のオリジナル・アルバム。1999年には、ボーナストラックを追加した「リニューアル・ヴァージョン」盤が発売。

## 収録曲
1. リヴ／Live （5:12）
2. スーパー・ソウル・ファイター／Supersoulfighter （4:58）
3. アイ・ビロング・トゥ・ユー／I Belong to You （4:17）
4. ブラック・ヴェルヴェティーン／Black Velveteen （4:48）
5. イフ・ユー・キャント・セイ・ノー／If You Can't Say No （5:17）
6. シンキング・オブ・ユー／Thinking of You （6:24）
7. テイク・タイム／Take Time （4:31）
8. フライ・アウェイ／Fly Away （3:41）
9. イッツ・ユア・ライフ／It's Your Life （5:02）
10. ストレイト・コールド・プレイヤー／Straight Cold Player （4:19）
11. リトル・ガールズ・アイズ／Little Girl's Eyes （7:44）
12. ユー・アー・マイ・フレイヴァー／You're My Flavor （3:48）
13. キャン・ウィ・ファインド・ア・リーズン?／Can We Find a Reason? （6:24）
14. アメリカン・ウーマン／American Woman （4:21）
追加されたボーナス・トラック。
15. ウィズ・アウト・ユー／Without You （4:47）